# Киталик
Національний парк «Киталик» (якут. Кыталык) — національний парк в Аллаїховському улусі Республіки Саха (Якутії) (Росія). Створено 24 грудня 2019 року.
Територія парку включає найцінніші частини територій державного природного заказника «Киталик» і ресурсного резервату місцевого значення «Киталик». Основною метою створення національного парку стало збереження північносибірської популяції стерха, що внесена в Міжнародну Червону книгу як така, що знаходиться під загрозою зникнення і в Червону книгу Росії як рідкісний вид. На території парку росте 273 видів судинних рослин, у тому числі рідкісні: оливник рожевий, білозір Коцебу, митник Пеннелля, вздутоплодник волохатий. З хребетних тварин відзначено 21 вид ссавців та 91 вид птахів, 63 з них — гніздяться. Тут розташовуються гнізда стерха, білоклювої гагари, пискульки, малого лебедя, клоктуна, кречета, сапсана, місця масової линяння водоплавних птахів. Тут також зустрічаються вовк, песець, росомаха, ондатра, представники загону гризунів, зазначаються заходи дикого північного оленя, лося, соболя, горностая, ласки, бурого ведмедя, а також вівцебика.